# Comuna Coroiești, Vaslui
Coroiești este o comună în județul Vaslui, Moldova, România, formată din satele Chilieni, Coroiești (reședința), Coroieștii de Sus, Hreasca, Mireni, Movileni și Păcurărești.

## Așezare
Localitatea este tranversată de DN11A, iar cel mai apropiat oraș unde se poate ajunge este municipiul Bârlad, care se află la o distanță de 20 km, față de comună. Comuna se află în partea de sud-vest a județului, la limita cu județul Bacău.

## Demografie
Componența etnică a comunei Coroiești
     Români (89,77%)
     Alte etnii (0%)
     Necunoscută (10,23%)
Componența confesională a comunei Coroiești
     Ortodocși (81,98%)
     Penticostali (7,03%)
     Alte religii (0,69%)
     Necunoscută (10,3%)
Conform recensământului efectuat în 2021, populația comunei Coroiești se ridică la 1.593 de locuitori, în scădere față de recensământul anterior din 2011, când fuseseră înregistrați 2.014 locuitori. Majoritatea locuitorilor sunt români (89,77%), iar pentru 10,23% nu se cunoaște apartenența etnică. Din punct de vedere confesional, majoritatea locuitorilor sunt ortodocși (81,98%), cu o minoritate de penticostali (7,03%), iar pentru 10,3% nu se cunoaște apartenența confesională.

## Istorie
La sfârșitul secolului al XIX-lea, comuna făcea parte din plasa Pereschivul al județului Tutova și era alcătuită din satele Coroieștii de Jos, Coroieștii de Sus, Păcurărești, Fichitești și Putredeni, având o populație de 919 de locuitori. În comună funcționa o școală primară de băieți și patru biserici. Anuarul Socec din 1925 consemnează comuna în aceiași plasă, cu aceiași structură, și având o populație de 1154 de locuitori.
În 1950, județele au fost desființate, după venirea regiumului comunist la putere, iar comuna a fost înglobată în regiunea Bârlad, dar după șase ani mai târziu, regiunea se desființează, iar comuna a fost transferată regiunii Iași. 
În anul 1968, se revine la împărțirea țării pe județe, iar comuna a fost transferată județului Vaslui, căpătând forma actuală. Tot atunci, satul Coroieștii de Jos a căpătat numele de Coroiești, iar satele Fichitești și Putredeni au fost transferate comunelor Podu Turcului respectiv Glăvănești. De asemenea, comuna primește și satul Movileni care a făcut parte până atunci, din comuna Codăești.

## Politică și administrație
Comuna Coroiești este administrată de un primar și un consiliu local compus din 11 consilieri. Primarul, Cristian Lungu[*], de la Partidul Social Democrat, este în funcție din 2000. Începând cu alegerile locale din 2024, consiliul local are următoarea componență pe partide politice:
|  | Partid                     | Consilieri | Componența Consiliului | Componența Consiliului | Componența Consiliului | Componența Consiliului | Componența Consiliului | Componența Consiliului | Componența Consiliului |
|  | -------------------------- | ---------- | ---------------------- | ---------------------- | ---------------------- | ---------------------- | ---------------------- | ---------------------- | ---------------------- |
|  | Partidul Social Democrat   | 7          |                        |                        |                        |                        |                        |                        |                        |
|  | Partidul Național Liberal  | 2          |                        |                        |                        |                        |                        |                        |                        |
|  | Partidul Mișcarea Populară | 1          |                        |                        |                        |                        |                        |                        |                        |
|  | Partidul Puterii Umaniste  | 1          |                        |                        |                        |                        |                        |                        |                        |